# Afrikas Forenede Stater
Afrikas Forenede Stater er en foreslået føderation bestående af alle eller nogle afrikanske lande.
Tanken om Afrikas Forenede Stater blev første gang udtrykt offentligt af digteren og aktivisten Marcus Garvey i digtet "Hail! United States of Africa – free! fra 1924. Planerne om et Afrikas Forenede Stater har flere gange siden været drøftet mere eller mindre intenst. Libyens præsident Muammar al-Gaddafi fremsatte på møder i Den afrikanske union i 2007 og senere i 2009 ønsket om etablering af Afrikas Forenede Stater, hvilket genoplivede drøftelserne om en statsdannelse med alle eller flere af Afrikas lande.

## Opståen af idéen om et Forenet Afrika
Marcus Garveys idéer om et forenet Afrika fik dyb indflydelse på etableringen af den Pan-Afrikanske bevægelse, der kulminerede i 1945 med den femte Pan-Afrikanske kongres, der blev afholdt i Manchester, England, med deltagelse af blandt andet W. E. B. Du Bois, Patrice Lumumba, George Padmore, Jomo Kenyatta og Kwame Nkrumah. Senere tog Nkrumah og Haile Selassie (og mange andre) idéen op og dannede organisationen Organisation of African Unity, der med 37 medlemsstater var forløber for nutidens Afrikanske Union.
Idéen om en over-national samling af Afrika i én Afrikansk stat ses ligeledes i den franske publikaiton Le Monde diplomatique som en videreførelse af middelalderens afrikanske imperier.